# Concord Records
Concord Records är ett skivbolag grundat 1995, som är beläget i Beverly Hills, Los Angeles County i USA. Bolaget bildades för att nå en bredare publik än vad skivetiketten Concord Jazz gjorde.

## Artister på skivbolaget
- AFI
- Ben Williams
- Benny Reid
- Bill Evans
- Billy Gibbons
- Boney James
- Bud Shank
- Butcher Brown
- Cal Tjader
- Carl Fontana
- Castlecomer
- Charlie Byrd
- Chick Corea
- Christian Scott
- Clare Fischer
- Danielle Nicole
- Dave Brubeck
- Dave Koz
- Dave McKenna
- David Pack
- Dee Bell
- Dennis Rowland
- Dirty Dozen Brass Band
- Elbow
- Elvis Costello
- Ernestine Anderson
- Esperanza Spalding
- Fantasia Barrino
- Fourplay
- Frank Vignola
- Fraser MacPherson
- Gene Harris
- George Benson
- Herb Ellis
- Jake Hanna
- James Taylor
- Jamison Ross
- Javier Colon
- Jonny Lang
- Karrin Allyson
- Kate Higgins
- Ken Peplowski
- Kenny G
- Kenny Wayne Shepherd
- Kristin Chenoweth
- Kurt Elling
- Lindsey Stirling
- Lizz Wright
- Michael Feinstein
- Molly Ringwald
- The Offspring
- Paul Simon
- Poncho Sanchez
- Postmodern Jukebox
- Quiana Lynell
- Rachael MacFarlane
- Ramsey Lewis
- Rob McConnell
- Rosemary Clooney
- Santana
- Stefon Harris
- Steve Perry
- Stokley Williams
- Sérgio Mendes
- The New Pornographers
- The Record Company
- Valerie June